# Asticta laevigata
Asticta laevigata là một loài bướm đêm trong họ Erebidae.